# Kirchleerau
Kirchleerau é uma comuna da Suíça, no Cantão Argóvia, com cerca de 769 habitantes. Estende-se por uma área de 4,36 km², de densidade populacional de 176 hab/km². Confina com as seguintes comunas: Moosleerau, Schlossrued, Schmiedrued, Staffelbach.
A língua oficial nesta comuna é o Alemão.